# I tuoi 15 anni
I tuoi 15 anni è il quinto album di Natale Galletta, pubblicato nel 1983.

## Tracce
1. La festa della mamma
2. Chisto ballo è nu sballo
3. Stasera te voglio
4. Mannaggia a tte Marì
5. Amo te
6. Siente a mme
7. L'estate e nuie
8. I tuoi 15 anni
9. Ritornerò
10. Canta cu mme